# 베를린 남북 장거리선
베를린 남북 장거리선(독일어: Nord-Süd-Fernbahn, Nord-Süd-Verbindung)은 2006년에 개통한 베를린 남북을 연결하는 복복선 철도 노선이다. 1992년 계획된 버섯 개념(Pilzkonzept)에 따라서 건설되었으며, 베를린의 장거리 및 지역간 열차 운행을 담당한다. 베를린 중앙역 북쪽에서 베를린 크로이츠베르크의 파르크 암 글라이스드라이에크(Park am Gleisdreieck) 인근 3.5 km 구간은 지하화되어 있으며, 베를린 중앙역과 베를린 포츠다머 플라츠역이 지하 구간에 위치해 있다. 노선의 남쪽 종점은 베를린 쥐트크로이츠역이다.

## 노선
노선의 총 거리는 9.053 km이며, 베를린 순환선의 베딩 분기점(Berlin-Wedding Abzw)에서 시작하여 베를린 쥐트크로이츠 남측 종단점(Berlin Südkreuz Südende)에서 끝난다. 선로 종단점은 베를린 쥐트크로이츠역에서 남쪽으로 떨어진 곳에 있다. 쥐트크로이츠역에서는 안할트선, 드레스덴선이 분기한다. 복복선 구간의 내선과 외선은 별도의 선로 번호를 갖는다. 내선(6171)은 베를린 순환선의 베를린 베딩 분기점(Berlin-Wedding Abzw)에서 서쪽으로 분기하여 중앙역 방향인 남쪽으로 향한다. 베를린-레어테선은 베를린 중앙역 이북에서 베를린 남북 장거리선의 외선 기능을 수행하며, 베를린 중앙역에서 노선 번호가 변경된다(6134). 노선 건설 과정에서 베를린-레어테선은 경로가 변경되었으며, 남북 장거리선의 터널 구간과 베딩 분기점 방향 노선은 신규로 건설되었다. 남부 구간은 안할트선의 과거 노반이 일부 편입되었다. 베를린 순환선의 북서쪽에서 진입은 화물 및 조차 목적의 역인 베를린 모아비트역에서만 가능하다.
설계 최고 속도는 140 km/h이며, 최소 선로간 거리는 4.0 m이다. 기존 지하 구조물과 하천을 아래로 지나기 때문에 평균 구배는 25퍼밀이며, 최대 구배는 31.056퍼밀까지 올라가는 지점이 있다. 영업 최고 속도는 120 km/h이다.
베를린 중앙역과 쥐트크로이츠역의 남북 장거리선상 역 코드는 각각 BL과 BPAF이다. 이들은 각각 역사의 구 명칭(중앙역: 레어테역(Lehrter Bahnhof), 쥐트크로이츠역: 파페슈트라세역(Papestraße))에서 유래한다.

### 북부

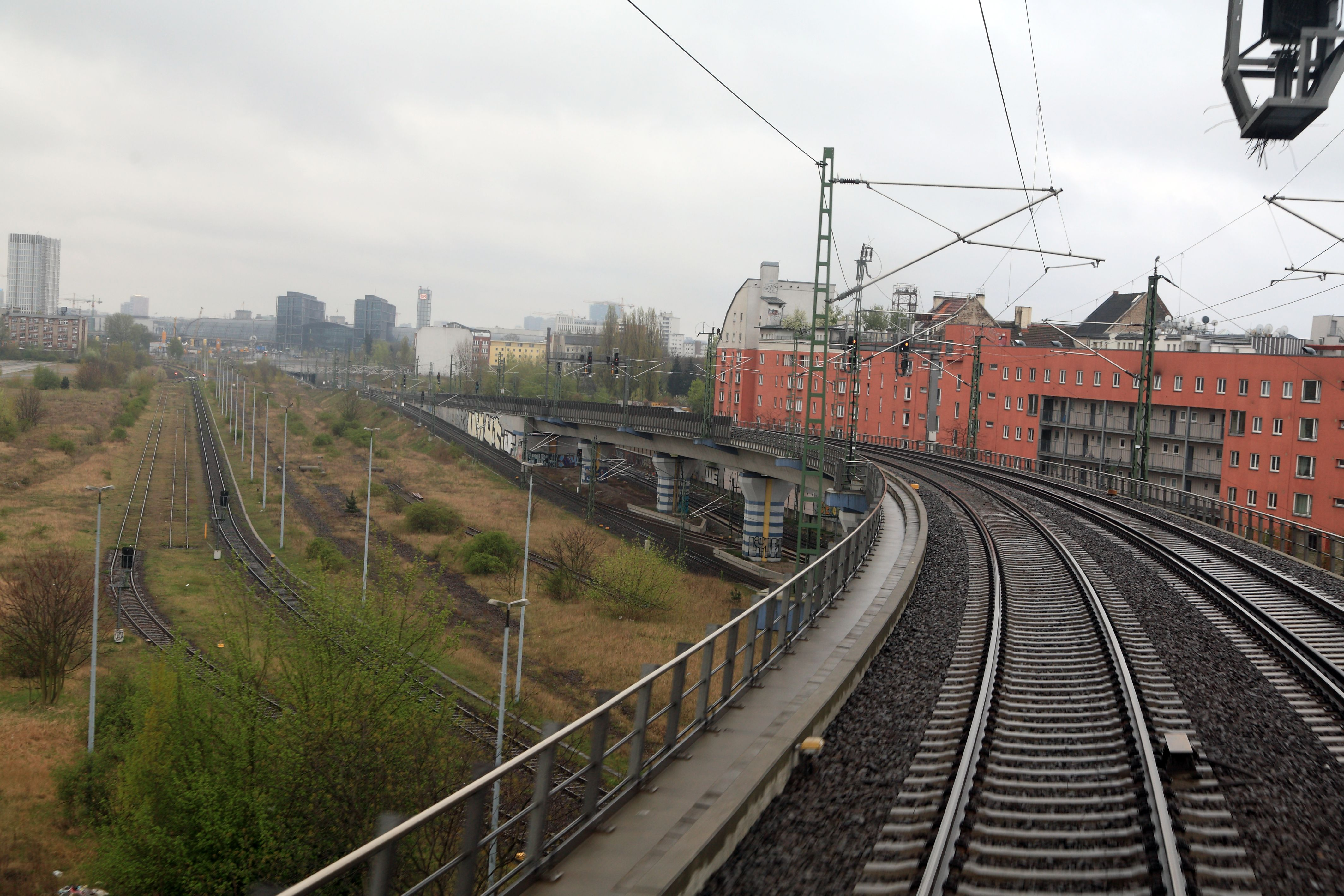
동쪽에서의 입체교차 진입: 사진 왼쪽은 과거 조차장역인 베를린 함부르크 운트 레어테역(HuL)이며, 그 옆에 있는 지상 선로는 모아비트 및 슈판다우 방면 선로이다.

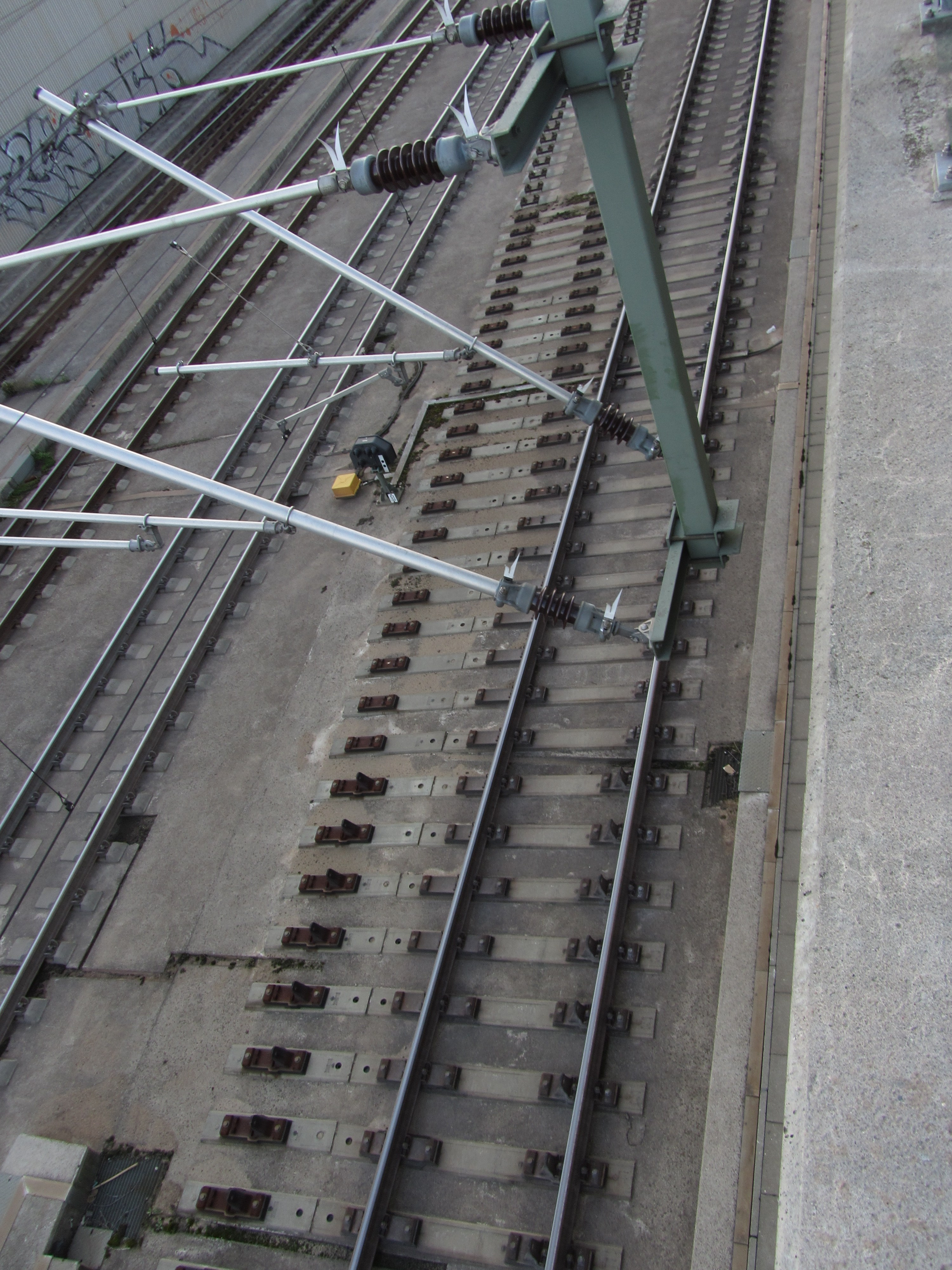
터널 북부 진입로의 슬래브 궤도상 분기기 선시공부

동쪽에서는 베를린 베딩 분기점에서 입체교차로 순환선의 장거리선을 교차한다. 입체교차 구간의 교량은 길이 570 m, 높이 최대 12 m로 베를린-슈판다우 선박운하, 2003년에 조차 시설이 폐쇄된 베를린 함부르크 운트 레어테역, 레어테선 등을 상부로 통과한다. 교량 아래를 지나는 페를레베르거 슈트라세(Perleberger Straße)는 레어테선 위를 지나기 때문에 교량 자체의 높이가 더 높아졌다. 남쪽에서 교량은 다시 낮아지며 레어테선의 종단부 구간과 남북 장거리선 터널 입구에서 합류한다. 북부 터널 진입로의 경사는 25퍼밀이다.

### 터널
터널 진입 후 남쪽에 있는 최초의 역은 베를린 중앙역의 지하 승강장이다. 중앙역 남쪽으로 슈프레강을 하저로 통과한다. 포츠다머 플라츠역을 지난 다음에는 란트베어 운하를 하저로 통과하고, 글라이스드라이에크역 인근에서 30퍼밀 경사로를 통해서 지상으로 다시 올라온다. 터널과 터널 진입로는 슬래브 궤도가 설치되어 있다.

### 남부

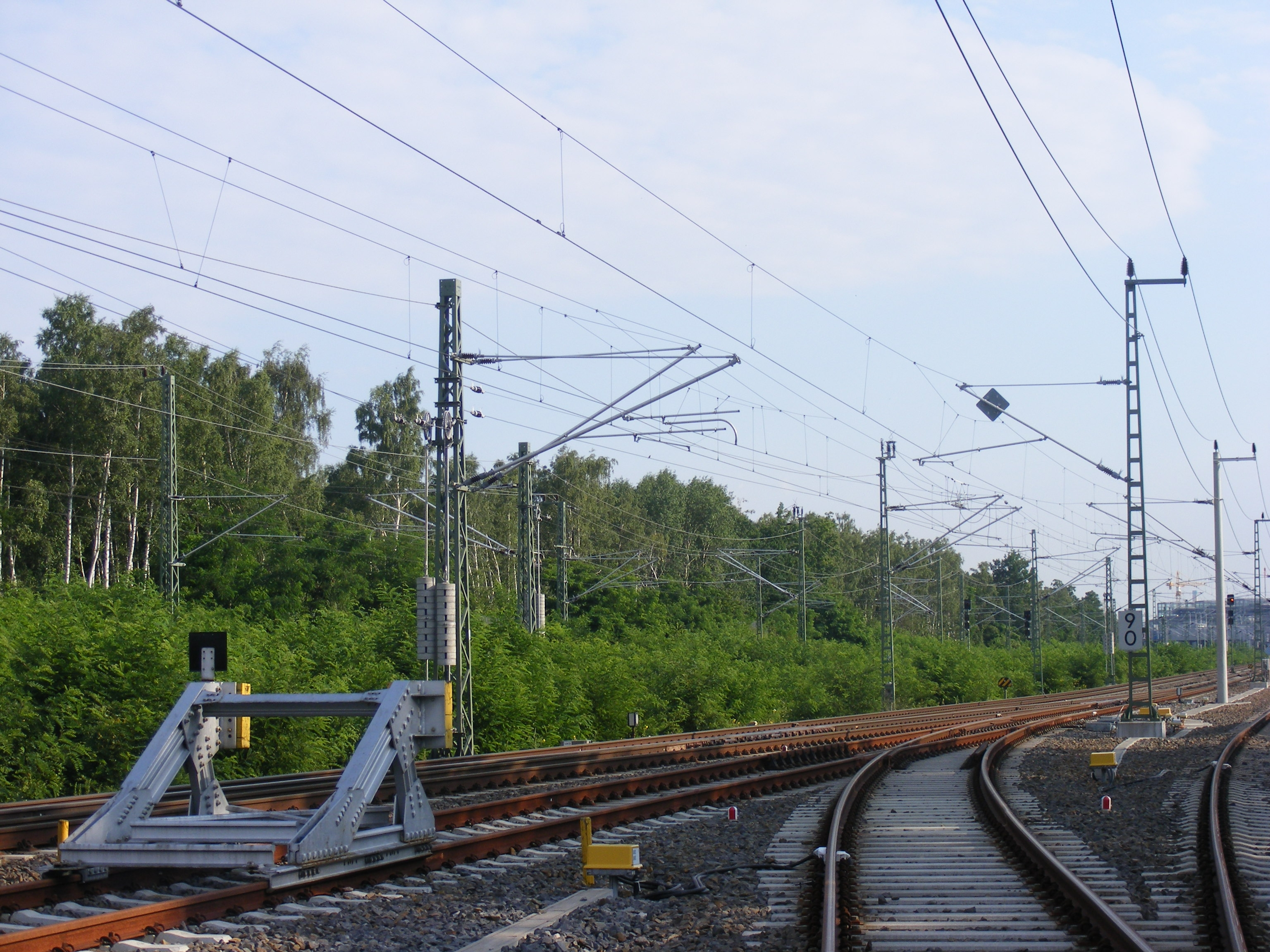
남부 종단점. 중단 장치는 드레스덴선의 선로에 설치되어 있으며, 쥐트크로이츠역은 사진 뒤편 오른쪽에 위치해 있다.

터널 출구 동쪽에는 베를린 안할트역의 과거 화물역 부지가 있으며, 파르크 암 글라이스드라이에크(Park am Gleisdreieck) 공원으로 조성되어 있다. 남북 장거리선을 기준으로 서부와 동부로 나뉘어 있다. 요르크 철교(Yorckbrücke) 일대는 S반 선로 서쪽과 요르크슈트라세 화물 철교 사이를 통과한다. 더 남쪽으로는 안할트선의 과거 노반을 따라가며, 현재의 안할트 근교선 S반 선로와 인접한 경로를 사용한다. 베를린 쥐트크로이츠역은 S반 승강장 1면 2선, 일반 열차 승강장 3면 6선으로 구성되어 있으며, 위쪽으로 순환선 S반 승강장 1면 2선이 설치되어 있다.
공식적인 선로 중단점은 베를린 쥐트크로이츠 남부 중단점(Berlin Südkreuz Südende)이며, 쥐트크로이츠역의 일부로 간주되며 남쪽으로 약 1 km 떨어져 있다. 이 지점에서 안할트선으로 노선이 변경되며, 베를린-드레스덴선의 장거리선 베를린 시내 구간 복원 공사가 진행 중이다. 또한 베를린 순환선 및 마리엔펠데 방면 화물선과도 연결된다.

## 역사
베를린 중심부를 동서로 횡단하는 노선은 1882년 개통된 베를린 도심선이 최초이다. 20세기 초반부터 남북으로 종단하는 노선은 계획되어 있었지만 빠르게 건설되지는 못했다. 1930년대에 건설된 베를린 남북 S반선은 베를린 중심부를 지나지만 S반 전용 터널이다.
1990년 독일의 재통일 이후 베를린 남북간 장거리 열차 교통 노선이 다시 떠올랐다. 기존의 베를린 도심선은 일부 노선에서는 우회선이었으며, 통일 이후 급격히 증가한 교통량으로 선로 용량이 한계에 달했기 때문이다. 버섯 개념(Pilzkonzept)은 베를린 시내 철도 노선을 재배치하는 계획이었으며, 이 계획에 일부 구간을 지하로 건설한 새로운 남북간 장거리선이 포함되었다. 1992년 4월 버섯 개념이 독일 연방 교통계획에 포함되었다. 신규 노선 약 8 km 중 3.5 km는 터널 구간으로 계획되었다. 남북 장거리선 착공은 1995년 10월 13일이었다. 2001년에는 당시 S반 파페슈트라세(Papestraße)역을 새로운 장거리 열차 정차역인 베를린 쥐트크로이츠역으로 증축하는 공사가 시작되었다. 2002년부터는 장거리선의 남부 지상 구간의 공사가 진행되었다.
1997년 7월 9일 란트베어 운하 인근 공사 현장이 침수되었다. 원인 파악을 위해서 수개월 동안 공사가 준당되었다. 1999년 중반에는 2004년에 완공 예정으로 예측되었다. 여러 차례의 지연 끝에 2006년 5월 27일 노선, 터널, 중앙역이 완공되었으며, 정규 영업 운행은 다음 날부터 시작되었다. 독일에서 개최된 2006년 FIFA 월드컵 이전에 완공되었다.
계획 당시에 비해서 일부 부분은 축소되었다. 베를린-마그데부르크선의 포츠담 방면 연결선은 건설되지 않았지만 터널 남부에 선시공부가 건설되었다. 베를린-드레스덴선의 베를린 시내 구간은 복원되지 않았으며, 이에 따라서 쥐트크로이츠역의 장거리선 승강장도 계획되었던 3면에서 2면으로 축소되었다. 개업 이후인 2007년 말에 나머지 1면의 승강장이 추가로 건설되었다.
2019년 11월 11일 이 노선 전 구간이 과포화 노선(Überlasteter Schienenweg)으로 지정되었다.
DB Netz의 결정에 따라서 2026년까지 중앙역과 쥐트크로이츠역 사이 미사용 노반에 추가로 궤도를 설치하여 선로 용량을 증대시킬 계획이다. 지역간 열차를 2020년 기준 149편에서 383편, 장거리 열차를 139편에서 189편으로 증편할 수 있게 된다. 도이칠란트탁트(Deutschlandtakt)의 세 번째 계획에서는 더 많은 열차 편성이 계획되었다. DB Netz는 2020년 10월 터널 내 폐색 구간을 단축시키기로 계획했으나, 실제 도입 시기는 알려져 있지 않다.

## 비용
베를린 남북 장거리 연결 총 비용은 남북 장거리선 외에도 중앙역, 포츠다머 플라츠역, 쥐트크로이츠역, 독일 연방국도 96n호선(터널 구간 3 km) 및 U5의 2 km 구간 건설이 포함되어 있으며, 1994년 당시 40억 마르크 이상으로 예상되었다. 1995년 10월 독일 연방정부와 도이체 반 사이의 남북 장거리 터널에 대한 첫 부분 예산 분배안이 확정되었다. 1997년 8월 26일 전체 구간에 대한 예산 분배안이 확정되었다. 총 20억 3600만 유로 예산이 예정되었으며, 이 중 17억 2800만 유로는 철도 노선 예산으로 연방정부 재원이 투입되었다. 이 중에는 도이체반의 자체 예산인 5억 마르크가 포함되어 있다. 연방정부 재원으로는 최종적으로 14억 7200만 유로가 사용되었으며, 건설에는 12억 8000만 유로, 설계에는 1억 9200만 유로가 사용되었다. 투자액의 약 절반은 지역간 교통 예산에서 출자되었다. 유럽 연합에서는 1998년 이후 약 7500만 유로의 예산을 토입했다.
2006년까지 투입된 예산은 총 16억 4500만 유로이며, 독일 연방정부에서는 14억 1900만 유로를 분담했다. 연방정부에서 최종적으로 투입한 건설 예산은 14억 9500만 유로로, 당초 계획한 12억 8000만 유로에 비해서 17% 초과되었다.

## 운행
이 노선은 여객 열차 전용선이며, 화물 열차는 운행할 수 없다. 노선을 운행하고자 하는 여객 열차에는 폐쇄식 화장식이 설치되어 있어야 하며, 와전류제동은 노선 내에서 사용할 수 없다. 디젤 차량 사용은 비상시 구원운전으로 제한된다.
2006년부터 2016년까지는 운행 노선이 큰 변화가 없었다. 과거의 함부르크-라이프치히-뮌헨간 노선은 2008년부터 대부분 베를린에서 분할되어 함부르크-쥐트크로이츠, 게준트브루넨-뮌헨으로 운행했다. 2016년부터는 에르푸르트-라이프치히/할레 고속선을 경유하는 ICE 15호선(프랑크푸르트 암 마인-베를린)이 운행을 시작했다.
정규 열차 외에도 빈도가 낮은 운행 계통이 존재한다. 하노버-쾰른 및 브라운슈바이크-프랑크푸르트 방면 IC 주말 열차가 이 노선을 따라 운행한다. 대부분 브라운슈바이크-프랑크푸르트 방면 열차는 베를린 도심선으로 운행한다. 도이체 반은 베를린 도심선에 비해서 선로 용량에 여유가 있었기 때문에 일부 ICE 노선을 남북 장거리선으로 조정했고, 최종적으로는 프랑크푸르트 방면 ICE를 쥐트크로이츠역에서 취급할 계획이었다. 그러나 도심선 밖에서 베를린 루멜스부르크에 있는 ICE 기지로 진입하려면 긴 구간을 우회해야 했기 때문에 이 계획은 실현되지 않았다. 2015년 말부터 ICE 10호선은 베를린 도심선이 아니라 슈판다우를 경유하여 중앙역 지하 승강장으로 진입했고, 또 다시 게준트브루넨으로 열차를 돌려서 종착했다.
베를린 중앙역은 남북 방면으로 S반과 연결되지 않기 때문에, 남북 장거리선의 여유 선로 용량에 S반 대체 노선을 운행하기도 했다. 2006년 FIFA 월드컵 당시(S21) 및 2009년 베를린 S반 운행 중단 사태 당시에 이러한 운행 계통이 임시로 운행했다. 이 운행 계통을 정규 운행 계통으로 편입하고 교외 지역과의 연결을 개선하기 위해서 SX-Bahn이라는 노선을 추가할 계획이 있었으나 선로 용량 부족 및 비용 분담 문제로 인하여 실현되지는 못했다. 그 대신 2019년부터 신규 S반 터널 공사에 들어가서 순환선 북부를 중앙역과 연결하고 차후에는 포츠다머 플라츠역까지 연장할 예정이다. 중앙역 건설 당시에 선시공부 및 노반이 확보되어 있었다.